# (9679) Crutzen
(9679) Crutzen ist ein Asteroid des inneren Hauptgürtels, der am 24. September 1960 von dem niederländischen Astronomenehepaar Cornelis Johannes van Houten und Ingrid van Houten-Groeneveld entdeckt wurde. Die Entdeckung geschah im Rahmen des Palomar-Leiden-Surveys, bei dem von Tom Gehrels mit dem 120-cm-Oschin-Schmidt-Teleskop des Palomar-Observatoriums aufgenommene Feldplatten an der Universität Leiden durchmustert wurden.
Der Asteroid ist nach dem niederländischen Meteorologen Paul J. Crutzen (1933–2021) benannt, der 1995 gemeinsam mit Mario J. Molina und Frank Sherwood Rowland für Arbeiten zur Chemie der Erdatmosphäre, besonders über Bildung und Abbau von Ozon, den Nobelpreis für Chemie erhielt. Die Benennung des Asteroiden erfolgte am 11. November 2000 auf Vorschlag von Willem Fröger, einem niederländischen Astronomen, der in Argentinien arbeitet. Nach Mario J. Molina wurde am selben Tag der Asteroid des inneren Hauptgürtels (9680) Molina benannt, nach Frank Sherwood Rowland ebenfalls am 11. November 2000 der Asteroid des äußeren Hauptgürtels (9681) Sherwoodrowland.